# Akihiro Hayashi
Akihiro Hayashi (林 彰洋 Hayashi Akihiro?), född 7 maj 1987, är en japansk fotbollsspelare.
I juli 2007 blev han uttagen i Japans trupp till U20-världsmästerskapet 2007.